# JL-2 (ミサイル)

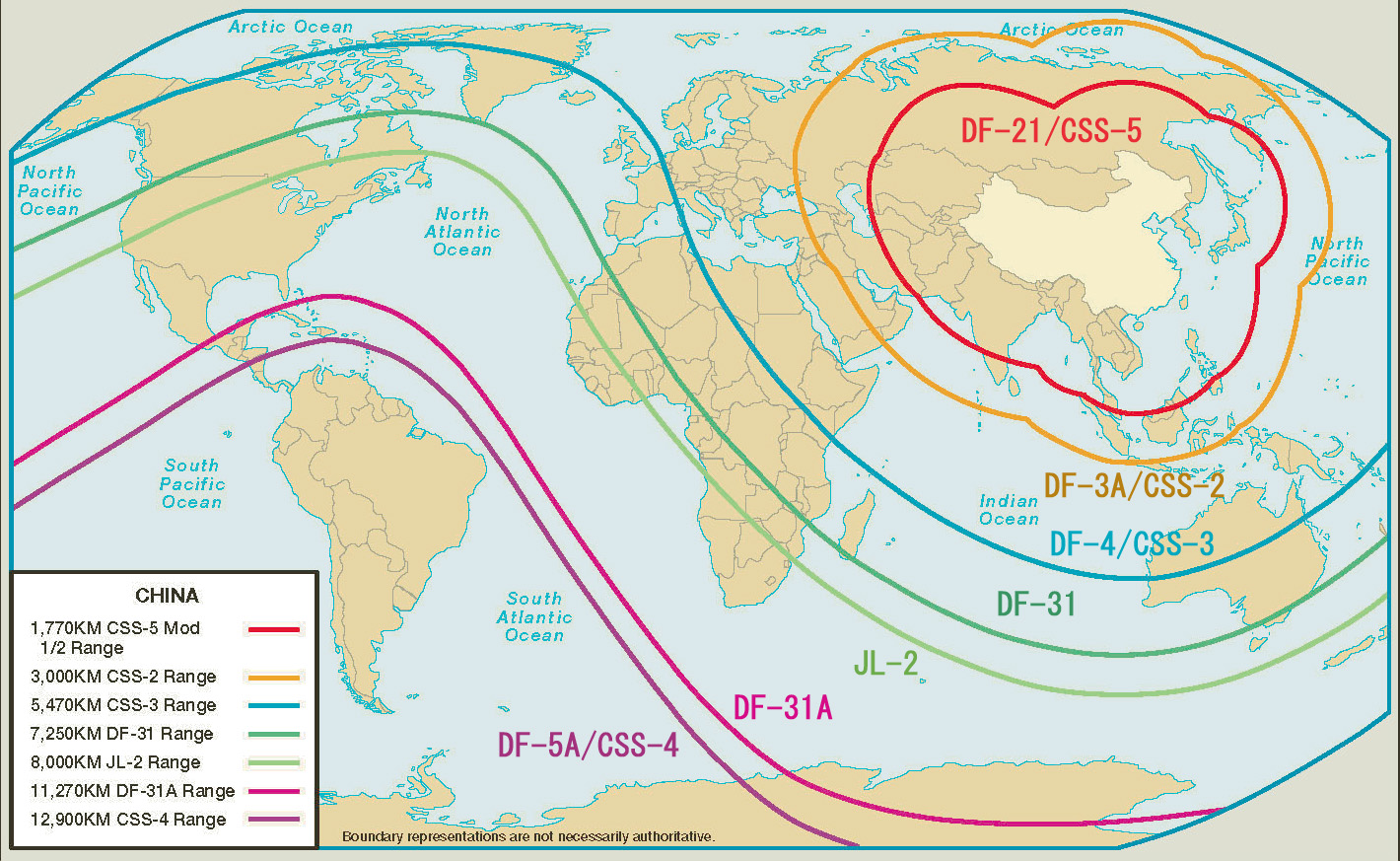
JL-2の射程範囲

JL-2(Julang-2,巨浪2号)は、中華人民共和国が開発した潜水艦発射弾道ミサイル。アメリカ国防総省のコードネームとしてCSS-NX-14が付けられている。1980年代中頃より開発が開始された。

## 概要
大陸間弾道ミサイルDF-31（東風31号）の潜水艦発射型であり、基本部分は共通である。三段式の固体燃料ロケットで、晋型原子力潜水艦（094型）に12基搭載される。夏型原子力潜水艦に搭載・配備中のJL-1 SLBMは単弾頭かつ射程が2,000km台に留まっていたのに対し、JL-2の弾頭は3個以上のMIRVと推測されており、射程も推測7,200kmまたは8,000kmと、能力が向上している。しかしながら、この射程でもっても、晋型の展開先と予想されている南シナ海からはアメリカ合衆国本土まで到達しない。
後に明らかになった開発状況からわかった事ではJL-1の発射試験を行った031型通常動力弾道ミサイル潜水艦「長城200号」がJL-2の発射実験を担当し、1999年にはJL-2を発射するための改装を施され、JL-2の最初の試射は2002年8月に行われた。これは水中発射で到達射程は6,000kmであった。二回目の試射は2003年に、3回目の試射は2004年8月に実施された。
2010年1月の報道では、数ヶ月前に黄海において秘密裏に水中発射実験が実施されたが、発射後に弾体は海面に出るもその後正常に点火せずそのまま落下し海中に突入、発射母体である長城200号に衝突し沈没寸前に至る事故がおきている。潜水艦は応急修理して母港へ航行し工場にて修理される。その後、2012年に複数回の発射試験が行われ、2015年1月にも発射試験が行われた。
2008年時点のアメリカ国防総省の推測では2009年以降に作戦能力を獲得の見込みであった。しかし、開発試験は不調であり、2010年時点でも配備はなされず、配備時期も未定と推測されていた。晋型原子力潜水艦の就役が進みつつも、搭載ミサイルが無い状況にあり、2012年の好調な試験結果を受けて、一時は2013年5月6日公表のアメリカ国防総省の報告において、2013年中に初期作戦能力を獲得を見込んでいた。しかし、これは遅れており、2016年4月公表の「中華人民共和国の軍事および安全保障の進展に関する年次報告（2016年版）」においては、2016年中の配備を見込んでいる。しかし、2015年12月にJL-2を搭載した094型原子力潜水艦が核抑止パトロールを開始したことが報告されており、実際には2015年から配備が始まっている。
ミサイルの開発中に海上から発射する衛星攻撃兵器としての改修も検討されていると報じられた。